# Sarah Papp
Sarah Papp (* 30. April 1988 als Sarah Hoolt in Nordhorn) ist eine deutsche Schachspielerin. Sie erhielt 2012 von der FIDE den Titel Großmeister der Frauen (WGM) und 2024 den Titel Internationaler Meister (IM).

## Leben
Sarah Hoolt wuchs in Bad Bentheim auf, lernte mit sechs Jahren von ihren Eltern das Schachspielen und ging mit acht in ihren ersten Schachverein, den SV Bad Bentheim. Sie studierte an der Universität Duisburg-Essen Wirtschaftswissenschaften, insbesondere Energie und Finanzen und schloss das Studium im Jahr 2013 mit dem Titel „Master of Science“ ab. Hoolt ist seit September 2019 mit dem ungarischen Großmeister Gábor Papp verheiratet.

## Schach

### Einzelerfolge
Seit 1998 spielt Sarah Hoolt Turnierschach. Von 2001 bis 2006 nahm sie an sechs deutschen Jugendmeisterschaften teil, größter Erfolg war der Gewinn der Meisterschaft U18 (weiblich) im Jahr 2006. 2004 nahm Hoolt an der Weltmeisterschaft U16 (weiblich), 2005 und 2006 an den Weltmeisterschaften U18 (weiblich), sowie 2007 und 2008 an den Juniorinnenweltmeisterschaften teil.
2011 gewann sie (Bild links) in Bonn die Deutsche Einzelmeisterschaft der Frauen.
Auf dem FIDE-Kongress im November 2008 in Dresden wurde Sarah Hoolt zur WIM ernannt. Die erforderlichen Normen hatte sie im August 2006 bei einem First Saturday-Turnier in Budapest, im August 2007 beim University of 20 Young Masters in Hengelo und im Oktober 2007 bei der Mädchenweltmeisterschaft U20 in Jerewan erfüllt. Vor der Titelverleihung erfüllte sie zwei weitere Normen im Februar 2008 beim Open in Cappelle-la-Grande und im Mai/Juni 2008 beim Mitropacup in Olbia.
Der WGM-Titel wurde Sarah Hoolt auf dem FIDE-Kongress im September 2012 in Istanbul verliehen. Die erforderlichen Normen hatte sie im Februar 2008 beim Open in Cappelle-la-Grande, in der deutschen Mannschaftsmeisterschaft 2010/11 (hierbei wurden sowohl ihre Ergebnisse in der 1. Bundesliga als auch in der Oberliga NRW berücksichtigt), in der deutschen Frauenbundesliga 2011/12 und im März 2012 beim Open in Cappelle-la-Grande erfüllt.

### Mannschaftswettbewerbe

#### Nationalmannschaft
Sarah Hoolt nahm mit der deutschen Frauenauswahl an den Schacholympiaden 2008, 2010, 2014 und 2018 teil. 2011 und 2017 nahm sie an der Mannschaftseuropameisterschaft der Frauen teil. Beim Mitropacup der Frauen gehörte Hoolt 2006, 2007, 2008, 2010 und 2015 zur deutschen Auswahl.

#### Vereinsschach
Von 2007 bis 2017 spielte Sarah Hoolt für die Sportfreunde Katernberg. Sie wurde überwiegend in der zweiten Mannschaft in der Oberliga NRW eingesetzt, spielte aber auch schon in der 1. Bundesliga. In der Saison 2017/18 spielte Hoolt in der 1. Bundesliga für die SG Speyer-Schwegenheim, seit 2018 tritt sie für den Hamburger SK an (überwiegend in der zweiten Mannschaft in der 2. Bundesliga, sie hatte in der Saison 2018/19 aber auch einen Einsatz in der 1. Bundesliga).
Schon früher war Hoolt in der Frauenbundesliga als Gastspielerin aktiv, sie spielte in den Spielzeiten 2007/08 und 2010/11 beim TSV Schott Mainz, von 2008 bis 2010 beim SK Lehrte und seit 2011 bereits auch beim Hamburger SK.
In der niederländischen Meesterklasse spielte Sarah Hoolt von 2007 bis 2011 für den Enscheder Verein ESGOO, in Österreich spielt sie für ASVÖ Pamhagen, mit denen sie 2019 die Mannschaftsmeisterschaft der Frauen gewann.